# Manorbier

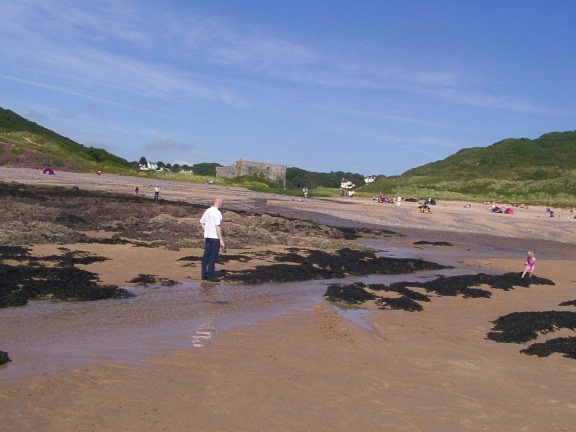
Manorbier (Galles): spiaggia con, sullo sfondo, il castello

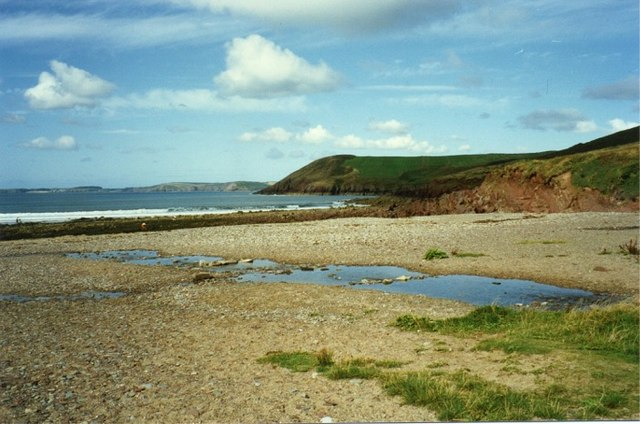
Manorbier: la Shingle Beach

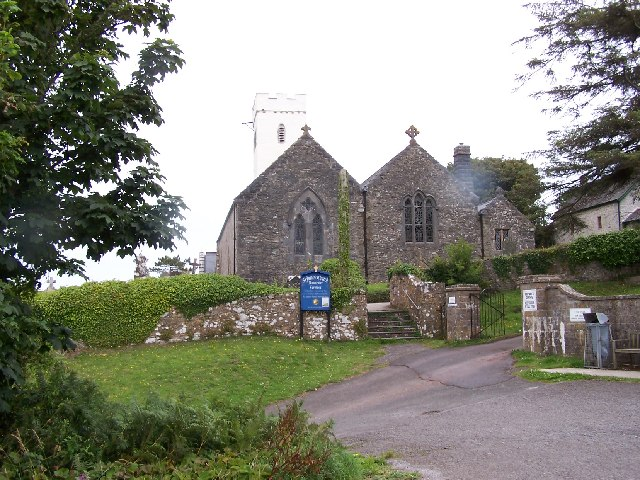
La chiesetta di Manorbier

Manorbier (650 ab. ca.; in lingua gallese: Maenorbŷr) è un villaggio della costa sud-occidentale del Galles, affacciato sul Canale di Bristol (Oceano Atlantico) ed appartenente alla contea del Pembrokeshire (contea tradizionale: Dyfed) e al Pembrokeshire Coast National Park.
Fu definito dallo storico Giraldus Cambrensis (1146–1223), nativo del luogo, "il punto più gradevole del Galles".

## Etimologia
Il toponimo Maenorbŷr significa letteralmente "Maniero di Pŷr", dove Pŷr sta per un santo locale.

## Geografia fisica

### Collocazione

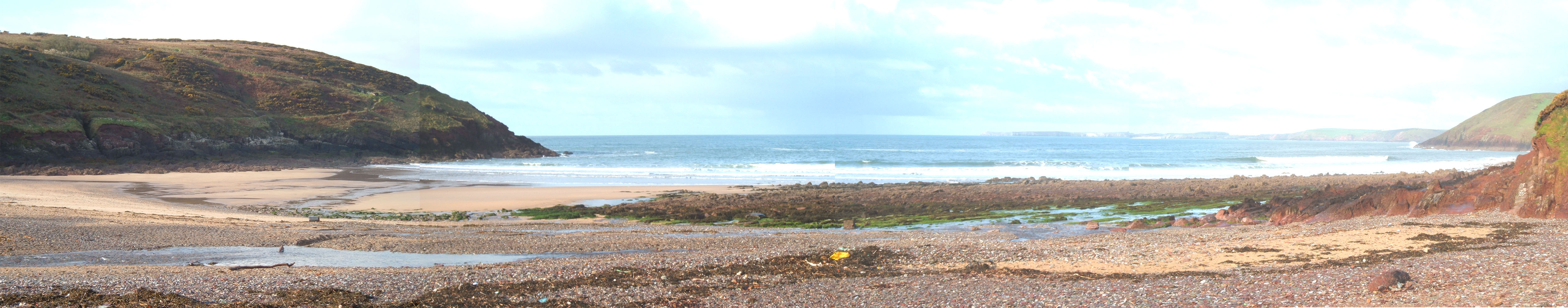
Manorbier (Galles): una spiaggia

Manorbier si trova nella parte sud-orientale del Pembrokeshire, tra Pembroke e Tenby (rispettivamente ad est della prima e ad ovest della seconda), a circa 7 km ad ovest di Penally e a circa 9 km a sud di Carew.

## Società

### Evoluzione demografica
Al censimento del 2001, il villaggio di Manorbier contava una popolazione pari a 665 unità.

## Edifici e luoghi d'interesse

### Castello di Manorbier
L'edificio più noto di Manorbier è il castello, un maniero costruito a partire dall'XI secolo.
|  |  |

### King's Quoit
Un altro sito d'interesse situato nei pressi del villaggio è rappresentato dal King's Quoit, una camera sepolcrale (m 4,5 x 2,7), risalente al Neolitico (3000 a.C. ca.).
|  |  |